# إدفين ويلسون
إدفين ويلسون (بالسويدية: Edvin Wilson) هو دراج سويدي، ولد في 25 أبريل 1989 في السويد.

## وصلات خارجية
- إدفين ويلسون على موقع الاتحاد الدولي للدراجات (الإنجليزية)
- إدفين ويلسون على موقع أرشيف الدراجات (الإنجليزية)
- إدفين ويلسون على موقع إحصائيات الدراجات الإحترافية (الإنجليزية)
- إدفين ويلسون على موقع نسبة الدراجات (الإنجليزية)